# The Vanity Set
The Vanity Set is een Amerikaanse indierockband van voornamelijk tweede generatie Grieks-Amerikanen, geformeerd in New York in 2000. Onder leiding van Jim Sclavunos, de drummer/percussionist bij Nick Cave and the Bad Seeds, beschrijven ze hun muziek als een mix van lage kunst, hoge vrijpostigheid en rauwe grootspraak.

## Bezetting
Huidige bezetting
- Jim Sclavunos (leadzang)
- Peter Mavrogeorgis (gitaar, bouzouki)
- David Morton (keyboards, klarinet)
- Tam Ui (drums)
- Sasha Kazachkov (basgitaar)
- Jennifer Carey (tuba & dead-bird-in-bag wrangler)
- Jaiko Suzuki (percussie)

Voormalige leden
- Meredith Yayanos (viool, theremin)
- David Berger (drums, percussie)
- David Clifford (drums)

## Discografie
- The Vanity Set
- Little Stabs of Happiness
- The Big Bang 7" record